# Augusto Béguinot
Augusto Béguinot (Paliano, 1875 - Génova, 1940) fue un botánico, algólogo, fitogeógrafo y profesor italiano.
Se diploma con un doctorado en Ciencias naturales en Roma, enseñando en Padua, Sassari, Mesina, Módena y Génova. Participó muy activamente en la investigación de la flora y la fitogeografía de Italia y del norte de África (Tripolitania, Cirenaica). En 1925 funda la revista de florística y de fitogeografía "Archivio Botanico".
Trabajó extensamente en la Flora Itálica Exsiccata, que comprenden 1.500 muestras en buen estado de conservación. Este herbario fue el resultado de un programa de investigación florística iniciado en 1904 por Adriano Fiori, Renato Pampanini y Béguinot en el ámbito de la "Sociedad por el Cambio de Exsiccata". Y entre 1905 a 1914 se fueron publicando en el "Periódico Botánico Italiano" multitud de artículos sobre las plantas vasculares italianas críticas, raras o florísticamente importantes.

## Algunas publicaciones
- Cobau, R; A Béguinot. 1907. Genere Plantago L.

- 1908. Il Nanismo nel Genere "Plantago" e le sue cause : ossercazioni e ricerche sperimentale.

- 1913. L'Orto Botanico : un insigne istituto scientifico padovano quasi quattro volte secolare : origini e progressi, le condizioni attuali : occorrono seri provvedimenti. 2 pp. Diario Il Veneto 20 (martes 18 de marzo de 1913)

### Libros
- Fiori, A; G Paoletti, A Béguinot. 1900. Flora analitica d'Italia ossia descrizione delle piante vascolari indigene inselvatichite e largamente coltivate in Italia disposte per quadri analitici. Volumen II (familia Gentianaceae: Prof. Lino Vaccari. Ed. Padova : Tipografia del Seminario. 492 pp.

- ---------, ------------, --------------. 1903. Flora analitica d'Italia ossia descrizione delle piante vascolari indigene inselvatichite e largamente coltivate in Italia disposte per quadri analitici. Vol. III. Ed. Padova : Tipografia del Seminario. viii + 527 pp.

- Béguinot, A. 1904.  Saggio sulla flora e sulla fitogeografia dei Colli Euganei. Ed. Società geografica italiana, Roma. 2 pl. + 192 pp.

- ----. 1909. Flora padovana, ossia, Prospetto floristico e fitogeografico delle piante vascolari indigene inselvatichite o largamente coltivate crescenti nella provincia di Padova; con notizie storico-bibliografiche sulle fonti della flora ed illustrata da 20 tavole. Ed. Prem. Soc. coop. tip. Padua. 3 vols. en 1. 764 pp.

- ----. 1909. Lo stato attuale delle conoscenze sulla vegetazione dell'Italia e proposte per la costituzione di un comitato permanente "Pro Flora Italica" per la regolare sua esplorazione relazione e programma. Ed. G. Bertero, Roma. 107 pp.

- ----; N Diratzouyan. 1912. Contributo alla Flora dell' Armenia. 12 pl. + 120 pp.

- ----; N. Belosersky. 1913. Revisione monografica del genere Apocynum Linn. : studio biologico e sistematico. xii + 144 pp.

- ----. 1920.  La botanica. Ed. Istituto per la propaganda della cultura. 2 pl. + 116 pp. Reeditó General Books, 74 pp. 2010 ISBN 1152665170

- ----. 1931. L’opera scientifica e filantropica di Clarence Bicknell. Ed. Pavia, Fusi

## Honores
De 1924 a 1929 fue elegido presidente de la "Sociedad de Naturalistas y Matemáticos de Módena", y a posteriori lo nombra socio honorario.

### Eponimia
- (Acanthaceae) Justicia beguinotii Fiori[4]

- (Asteraceae) Bidens beguinotii (Chiov.) Cufod.[5]

- (Poaceae) Avena beguinotiana Pamp.[6]

- La abreviatura «Bég.» se emplea para indicar a Augusto Béguinot como autoridad en la descripción y clasificación científica de los vegetales.[7]